# Сомерсет (округ, Нью-Джерси)
Округ Сомерсет (англ. Somerset County) — округ штата Нью-Джерси, США. Является частью Нью-Йоркской агломерации. Занимает площадь 790 км2. Согласно переписи населения 2010 года, в округе Сомерсет проживало 323 444 человек.  Административный центр округа — боро Сомервилл.
Образован 14 мая 1688 года путём выделения территории из округа Мидлсекс.